# Morcaire
Morcaire és un tipus d'olivera catalogada arrel d'un estudi de l'IRTA (Institut de Recerca i Tecnologia Agroalimentàries) durant el transcurs dels any 2015 i 2016 a Fígols de Tremp, a la comarca del Pallars Jussà, província de Lleida, a una alçada de 668 metres sobre el nivell del mar, al límit d'on és possible produir aquest tipus de conreu tradicionalment de terres més seques. Les oliveres morcaire són una raça antiga també trobada a -i podria ser que provinent de- el municipi de Pont de Suert, capital de la comarca de l'Alta Ribagorça, ambdós municipis separats per unes 15 o bé 16 hores a peu. També existeixen exemplars vells d'olivera morcaire a la comarca de la Noguera.
La varietat morcaire presenta una oliva de maduració primerenca amb estabilitat oxidativa alta (24,94 h a 120C) a causa del seu alt contingut en polifenols (564 mg/kg a les mostres recollides). Aquesta varietat destaca també pel seu fruitat verd intens, el seu gust equilibrat en boca i grans aromes vegetals que van de la carxofa a la menta fresca passant pel fonoll. En realitat, però, l'oliva morcaire conté poc contingut d'oli i es considera una varietat poc vigorosa.